# A Anedota da Semana
A Anedota da Semana foi um programa de humor emitido pela RTP, canal público de televisão portuguesa, no ano de 1957, tendo o patrocínio da Casa Campião (que foi o primeiro anunciante da RTP) e contando com a presença de Vasco Santana, Maria Helena e Henrique Santana. 
A sua transmissão iniciou-se a partir de Sábado, dia 9 de Novembro de 1957, às 22 e 55, e era transmitido durante 15 minutos, seguido das últimas notícias, que encerravam a emissão. Ao lado dos "Televizinhos", este foi um dos primeiros programas de humor português.